# Ateuchosaurus
Genre
Ateuchosaurus est un genre de sauriens de la famille des Scincidae.

## Répartition
Les espèces de ce genre se rencontrent en République populaire de Chine, au Viêt Nam et au Japon.

## Liste des espèces
Selon The Reptile Database (5 juillet 2012) :
- Ateuchosaurus chinensis Gray, 1845
- Ateuchosaurus pellopleurus (Hallowell, 1861)

## Publication originale
- Gray, 1845 : Catalogue of the specimens of lizards in the collection of the British Museum, p. 1-289 (texte intégral).